# Cerveza Quilmes
«Quilmes» — аргентинский пивной бренд, основанный в 1888 году в Кильмесе немецким эмигрантом Отто Бембергом. Один из самых продаваемых пивных брендов в мире.

## История
В 1888 году эмигрант из Германии Отто Бемберг  (Otto Bemberg) основал в Кильмесе пивоваренную компанию Cerveceria у Malteria Quilmes, начавшую выпуск пива под маркой Quilmes. 
В настоящий момент компании принадлежит несколько пивоваренных заводов в Кильмесе,  Сарате, Трес-Арройосе, Корриентесе, Сан-Мигель-де-Тукумане, Трелью, Нуэво-Помпее, Кордове и Мендосе. 

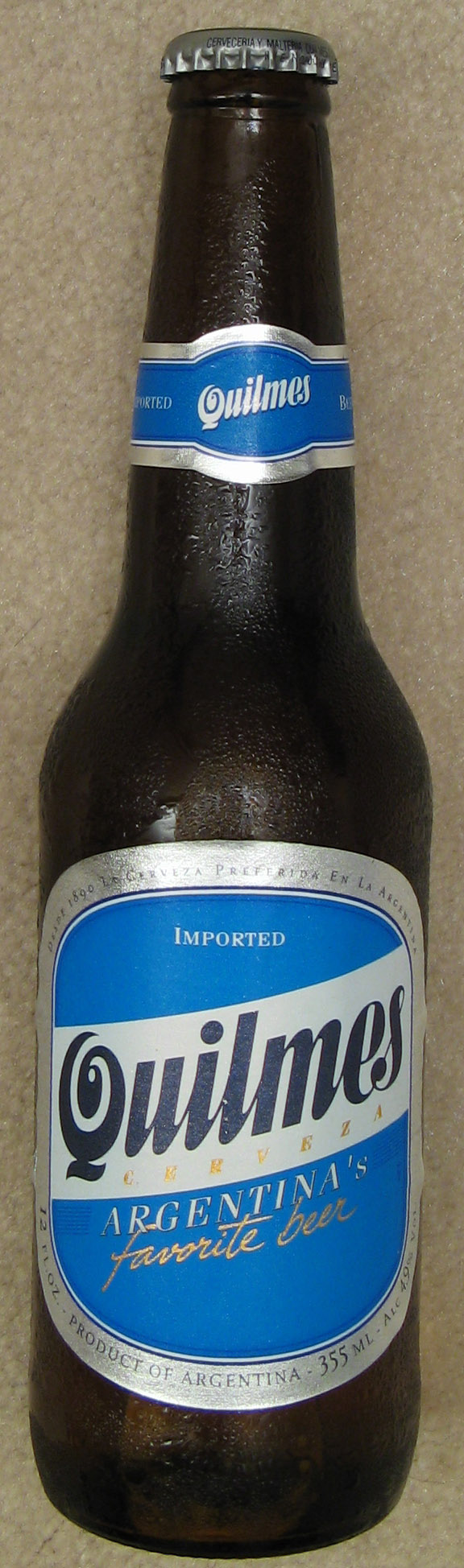
На этикетке пива Quilmes — слоган «Любимое пиво Аргентины». В 1920 году этому пиву было посвящено аргентинское танго.

Продукция компании экспортируется в Перу, Эквадор, Мексику, Гондурас, Коста-Рику,  Пуэрто-Рико, США, Испанию, Доминиканскую республику, Францию, Британию, Италию, Австралию и другие страны.

## Современность
В настоящий момент 91 % акций принадлежит компании InBev, остальные 9 % компании «Quinsa».
Компания выпускает до 17 млн литров пива в год.

## Спонсорство
Quilmes оказывает поддержку как большому, так и массовому спорту. Компания спонсирует два самых любимых в Аргентине вида спорта — футбол и баскетбол. Quilmes — титульный спонсор клуба «Кильмес», а также сборной Аргентины по футболу.

## Продукция
| Марка пива          | крепость | калорийность |
| ------------------- | -------- | ------------ |
| «Quilmes Cristal»   | 4,9%     | -            |
| «Quilmes Bock»      | 6,3%     | -            |
| «Quilmes Stout»     | 5%       | —            |
| «Quilmes Red Lager» | 4,9%     | —            |
| «Quilmes 0,0%»      | 0,0%     |              |
| «Iguana»            | 4,9%     | —            |
| «Imperial»          | —        | —            |
| «Andes»             | 4,9%     | —            |
| «Bieckert»          | —        | —            |
| «Norte»             | —        | —            |
| «Palermo»           | —        | —            |
| «Liberty»           | —        | —            |